# Metasarcus armatipalpus
Metasarcus armatipalpus is een hooiwagen uit de familie Gonyleptidae.